# Artéria profunda do pênis
A artéria profunda do pênis ("artéria para o corpo cavernoso"), um dos ramos terminais da artéria pudenda interna, surge deste vaso situado entre as duas fáscias do diafragma urogenital.
Ela perfura a fáscia inferior, e, entrando obliquamente na raiz do pênis, corre para frente no centro do corpo cavernoso do pênis, para o qual seus ramos são distribuídos.

## Imagens adicionais

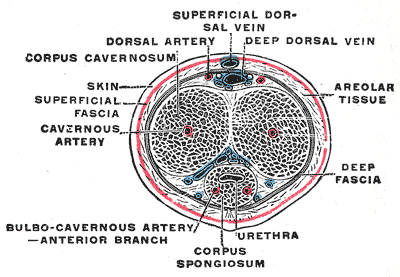
Secção transversa do pênis, mostrando seus vasos sanguíneos.